# Werner von Saldern

Werner von Saldern

Werner Kurt Aschwin von Saldern (* 7. November 1852 in Harbke; † 25. April 1930 in Klein Mantel) war Fideikommissbesitzer, Landrat und Mitglied des Deutschen Reichstags.

## Familie
Werner von Saldern war der Sohn von Max Saldern (1824–1901) und Armgard Gräfin von Beltheim (1829–1899).
Am 25. September 1879 heiratete er Elisabeth von Gerlach (1861–1940). Das Ehepaar hatte folgende Kinder:
- Armgard Marie Ingeborg (1880–1945) ⚭ 1903 Albert von Mutius (1862–1937), Generalleutnant
- Achaz (1881–1962), preuß. Landrat, ⚭ 1911 Dorothea von Niebelschütz (1891–1976)
- Werner (1884–1957), Stiftshauptmann des Klosters Heiligengrabe, ⚭ 1914 Dorothea Koenigs (1894–1966)
- Max-Berndt (1886–1968), preuß. Landrat, ⚭ 1911 Marie-Luise von Keudell (1889–1972)
- Irmgard (* 1889) ⚭ 1912 Adolph Helmuth von Gadow
- Elard (1889–1917), verunglückt
- Wulf-Dietrich (1900–1953), Rechtsanwalt, ⚭ Ruth Kühn (1900–1986)

## Leben
Saldern besuchte das Gymnasium zu Wernigerode und studierte Rechtswissenschaften an den Universitäten Bonn und Berlin. Er war ab 1874 Mitglied des Corps Borussia Bonn. 1876 wurde er Kammergerichts-Referendar. Er war Fideikommissbesitzer auf Klein Leppin mit Todtenkopf im Kreis Westprignitz und Rittergutsbesitzer auf Klein-Mantel, damit Herr auf mindestens 1400 ha Land.
Von 1889 bis 1901 war er Landrat des Kreises Königsberg Neumark, Rittmeister, Mitglied des Kreisausschusses und des Kreistags Königsberg sowie Vorsitzender des Provinzialausschusses und Mitglied des Provinziallandtags der Provinz Brandenburg. Auch war er nichtständiges Mitglied des Reichs-Versicherungsamts, Mitglied des Provinzialrats, Vorstandsmitglied der Kreis-Synode Königsberg und Ehrenbürger der Stadt Königsberg. Außerdem war er Stiftshauptmann des Stifts Heiligengrabe im Kreise Ost-Prignitz von 1904 bis 1909.
Er war Ehrenritter und seit 1890 Rechtsritter des Johanniterordens, Träger des Kronenordens II. Klasse, des Roten Adler-Ordens III. Klasse mit Schleife und der Landwehr-Dienstauszeichnung I.
Von 1903 bis 1912 war er Mitglied des Deutschen Reichstags für den Wahlkreis Regierungsbezirk Frankfurt 3 Königsberg (Neumark) und die Deutschkonservative Partei.
Nach dem Genealogischen Handbuch des Adels teilte er seine Güter auf die Söhne auf und begann bereits 1925 den Besitz Klein Leppin-Todtenkopf in ein Waldgut mit Schutzforst umzugestalten.

## Genealogie
- Hans Friedrich von Ehrenkrook, Jürgen Thiedicke von Flotow-Stuer. Et al.: Genealogisches Handbuch der Adeligen Häuser. A (Uradel) 1953. Band I. Band 5 der Gesamtreihe GHdA, Hrsg. Unter Aufsicht des Ausschusses für adelsrechtliche Fragen und in Gemeinschaft mit dem Deutschen Adelsarchiv, C. A. Starke Verlag, Glücksburg/Ostsee 1953, S. 326–330.